# Pierre Bajart
Pierre Bajart, född 9 mars 1914, var en friidrottare från Belgien. Han deltog vid olympiska sommarspelen 1936.